# سیاره زمین‌سان

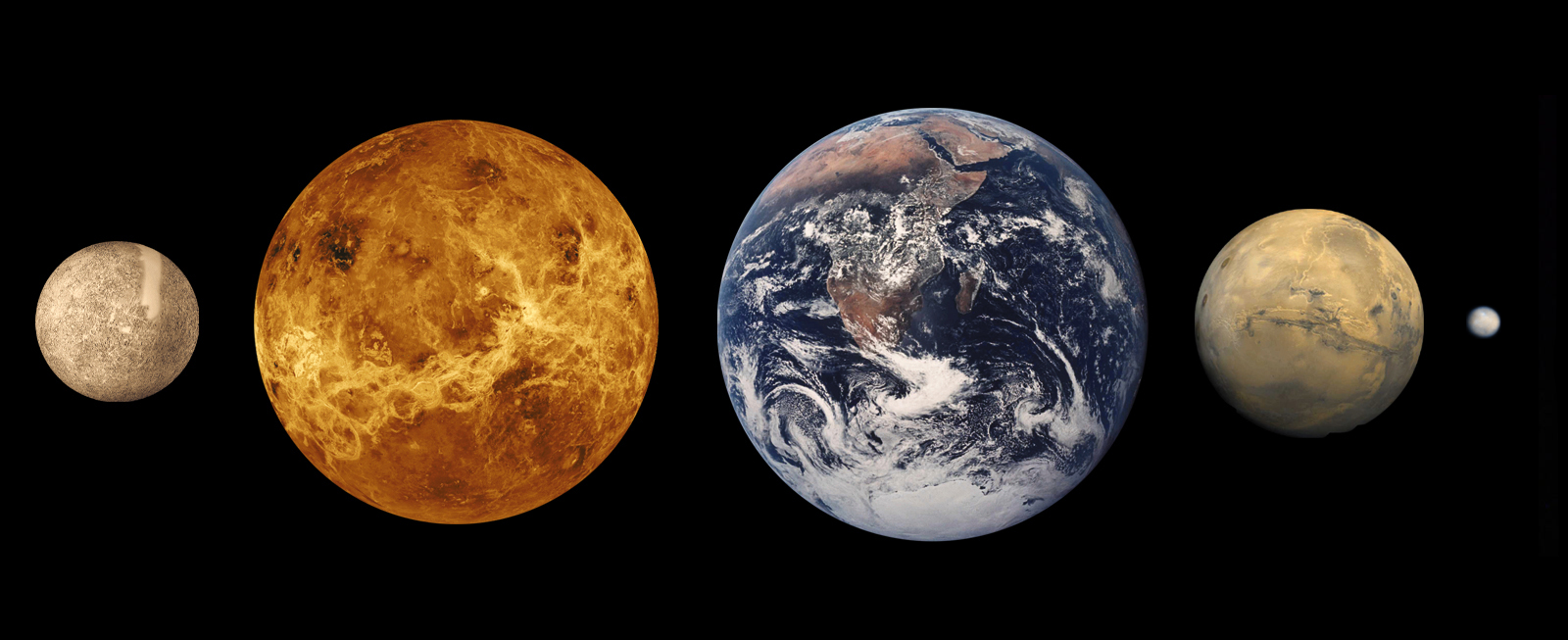
سیاره‌های زمین‌سان سامانهٔ خورشیدی: تیر (رنگ ناراستین)، ناهید (بدون نمایش اتمسفر)، زمین (رنگ راستین)، بهرام (بدون نمایش اتمسفر) و سیاره کوتوله سرس. اندازه‌ها بر پایهٔ مقیاس راستین است.

سیارهٔ زمین‌سان یا سیارهٔ سنگی یا سیارهٔ زمینی (به انگلیسی: Terrestrial planet) سیاره‌ای است که بیش‌تر از سنگ‌های سیلیکاتی یا فلزها ساخته شده‌است. این سیاره‌ها ساختار صُلب و صخره‌ای مانند زمین دارند. در سامانه خورشیدی چهار سیارهٔ زمین‌سان تیر، ناهید، زمین و بهرام وجود دارد که «سیاره‌های درونی» نامیده می‌شوند و نزدیک‌ترین آن‌ها به خورشید هستند.
سیاره‌های زمین‌سان دارای سطحی جامد هستند که در برابر غول‌های گازی قرار دارند که بخش بیش‌تر آن‌ها از هیدروژن، هلیوم و آب ساخته شده‌است که در حالت‌های فیزیکی گوناگونی قرار دارند.
در سال ۲۰۱۳ ستاره‌شناسان مرکز اخترفیزیک هاروارد-اسمیتسونین در گزارش خود اعلام کردند دست کم ۱۷ میلیارد سیاره فراخورشیدی زمین‌سان در کهکشان راه شیری مستقر می‌باشد.

## ساختار
این سیاره‌ها ساختار تقریباً همانندی دارند: هستهٔ فلزی که بیشتر از آهن تشکیل شده‌است که با گوشتهٔ سیلیکاتی دربرگرفته شده‌است. از این نگاه ماه با زمین بسیار همانند است اما دارای یک هستهٔ آهنی بسیار کوچک‌تری است. آیو و اروپا نیز ماه‌هایی هستند که ساختار داخلی تقریباً همانندی با سیاره‌های سنگی خاکی دارند. در سطح سیاره‌های زمین‌سان می‌توان کوه‌ها، آتشفشان‌ها، ژرف‌دره‌ها و دهانه‌های برخوردی و دیگر ساختارهای سطحی زمینی را؛ بسته به‌حضور آب و فعالیت زمین ساختی، یافت. سیاره‌های زمین‌سان دارای هواکرهٔ دوم هستند که در اثر فعالیت‌های آتشفشانی و برخورد دنباله‌دارها پدید آمده‌است؛ برخلاف سیاره‌های غول پیکر، که اتمسفر اولیهٔ آن‌ها، به‌طور مستقیم از سحابی خورشیدی اصلی به‌دست آمده‌است.

## سیاره‌های زمین‌سان منظومهٔ خورشیدی
منظومهٔ خورشیدی دارای چهار سیارهٔ خاکی است که به ترتیب نزدیکی به خورشید؛ تیر، زهره، زمین، و بهرام هستند. تنها سیاره‌ای که در این منظومه، به داشتن آب‌کُره یا (هیدروسفر) فعال شناخته شده، سیارهٔ خاکی زمین است.
در طول شکل‌گیری منظومهٔ خورشیدی، احتمالاً بسیاری دیگر سیاره‌های زمین‌سان به صورت خرده‌سیاره سنگی وجود داشته، اما اغلب توسط این چهار سیارهٔ خاکی یا با هم ادغام شده‌اند یا از این حوزه به بیرون پرتاب شده‌اند.
سیاره‌های کوتوله، مانند سرس و پلوتو، و جرم‌های خردهٔ منظومه‌های بزرگ منظومهٔ خورشیدی هم به سیاره‌های زمین‌سان شبیه‌اند زیرا که آن‌ها هم دارای یک سطح جامد هستند، اما، به‌طور متوسط، بیشتر متشکل از مواد یخ زده‌اند مانند (سرس و پلوتون) که چگالی سطح آن‌ها به ترتیب، ۲٫۱۷ و ۱٫۸۷ گرم در سانتی‌متر مکعب است، و تراکم هائومیا، سومین سیارهٔ کوتوله و مشابه آن؛ پالاس، ۲٫۸ گرم در سانتی‌متر مکعب است.